# ارنست امیل الکساندر بک
 ارنست امیل الکساندر بک (انگلیسی: Ernst Emil Alexander Back؛ زاده ۲۱ اکتبر ۱۸۸۱ درگذشته ۲۰ ژوئن ۱۹۵۹) یک فیزیک‌دان اهل آلمان بود.